# Qcad
QCad és un programa informàtic de disseny assistit per ordinador (CAD) per a disseny en dues dimensions. Funciona amb els sistemes operatius Windows, Mac OS X i Linux. QCAD té una llicència de programari GNU General Public License, concretament, el codi font de les versions 3.1 i posteriors tenen llicència GPLv3 QCad està desenvolupat per RibbonSoft. El seu programador principal és Andrew Mustun. És l'alternativa lliure a altres programes CAD perquè part de la interfície i dels conceptes sobre el seu ús són similars als de programes molt utilitzats com ara, AutoCAD. QCad utilitza el format d'arxiu Drawing Exchange Format (DXF) com a format nadiu. Els arxius es poden importar o exportar en diversos formats, com ara en mode vectorial (Scalable Vector Graphics (SVG), Document Portàtil (PDF) o formats de mapes de bits.

## Característiques[5]
- Més de 40 eines de construcció
- Més de 20 eines de modificació
- Construcció i modificació de punts, línies, arcs, cercles, el·lipses, splines, polilínies, textos, acotacions, ombrejats, farcits, imatges ràster.
- Format d'arxiu nadiu DXF (versió R15).
- Suport complet per capes i blocs.
- Moltes fonts de text CAD.
- Suport per a diverses unitats, incloent mètrica, anglosaxona, etc.
- Diverses potents eines de selecció
- Diversos modes de referència a objectes (extrems, centres, interseccions, tangències, automàtic, etcètera).
- Consola per a inserció de coordenades i execució d'instruccions.
- Il·limitats nivells de «desfer» / «refer».
- Diverses eines de mesura
- Importació i exportació de mapes de bits (JPEG, PNG, etc.).
- Impressió i impressió a escala.
- Creació de fitxers PDF.
- Interfície d'usuari traduïda a múltiples idiomes.

## Història[6]
El desenvolupament de QCad va començar l'octubre de 1999, partint de codi de CAM Expert. Les primeres versions de QCAD van tenir un èxit relatiu, degut a les similituds amb altres programes privatius molt més costosos econòmicament. Va tenir una interfície traduïda a vint llengües. QCad 2, dissenyat per a «fer QCad més productiu, més usable, més flexible i per incrementar la seva compatibilitat amb altres productes», va començar el seu desenvolupament al maig de 2002. A partir de 2008, revisions de la versió 2 van ser llançades amb millores significatives en la usabilitat però, en aquest cas, la llicència d'aquesta versió era privativa. En 2011, es va llançar la primera versió Beta de QCAD 3, amb llicència privativa primer, per a més tard (en 2013) alliberar el codi font sota llicència GPLv3.